# رباط سري إنسي
الرباط السري الإنسي (أو الحبل من الشريان السري) هو هيكل مقترن في التشريح البشري. وهو متواجد في السطح العميق لجدار البطن الأمامي، وتغطيها طيات السرية الإنسية وينبغي عدم الخلط بين الرباط السري الإنسي، وبقايا المريطاء الجنينية.

## المنشأ
يمثل الرباط بقايا شرايين السرية للجنين، والذي ليس له أي قيمة تُذكر بعد الولادة، باستثناء الجزء الأمامي حيث يصبح الشريان السري.

## الوظيفة
يمكن استخدامه كموقع للجراحين في استكشاف الحفرة الأربية الوسطية خلال إصلاح الفتق الإربي بالمنظار. بخلاف هذا، فإنه لا يوجد لديه هدف آخر في الكبار.

## وصلات خارجية
- Medial umbilical ligament
  - شكل تشريحي: 36:01-04 على موقع مركز سوني دونستات الطبي (تشريح بشري عبر الإنترنت). - "The inguinal canal and derivation of the layers of the spermatic cord."
  - صور تشريحيَّة:7323 على موقع مركز سوني دونستات الطبي.
  - صور تشريحيَّة:7577 على موقع مركز سوني دونستات الطبي.
- Medial umbilical fold
  - شكل تشريحي: 36:03-10 على موقع مركز سوني دونستات الطبي (تشريح بشري عبر الإنترنت). - "Internal surface of the anterior abdominal wall."

## صور إضافية

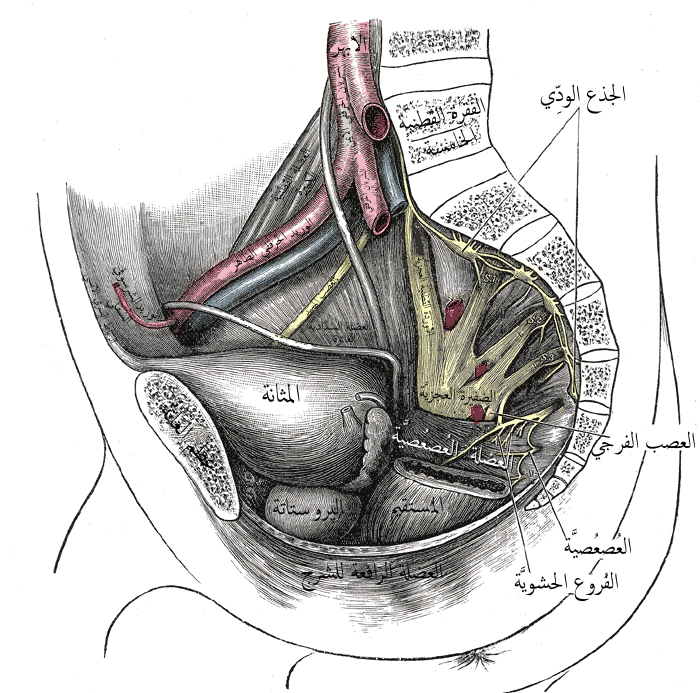
تشريح الجدار الجانبي من الحوض تُظهر الضفائر المقدسة والفرجية.
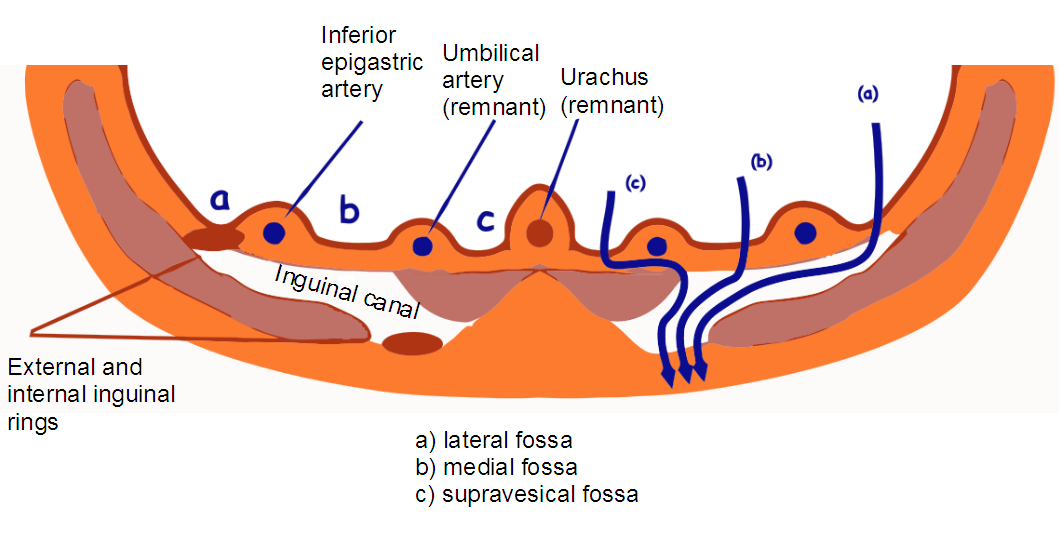
الحفرة الأربية